# Iona et Peter Opie
Iona Archibald Opie (née Iona Archibald, Colchester, 13 octobre 1923 - Petersfield, 23 octobre 2017) et Peter Mason Opie (Le Caire, 25 novembre 1918 – West Liss, 5 février 1982) sont un couple de folkloristes britanniques spécialisés dans la littérature pour la jeunesse. Ils commencèrent leurs recherches en 1944, le recueil de chansons enfantines The Oxford Dictionary of Nursery Rhymes en 1951 constitue leur œuvre majeure. Le couple est également connu pour leur importante collection de jouets et livres pour enfant.